# Grimpar lancéolé
Lepidocolaptes albolineatus
Espèce
Statut de conservation UICN

 LC  : Préoccupation mineure
Le Grimpar lancéolé (Lepidocolaptes albolineatus) est une espèce de passereaux de la famille des Furnariidae.

## Répartition
Cet oiseau peuple principalement le plateau des Guyanes.